# Philippe Léveillé
Philippe Léveillé (Nantes, 27 luglio 1963) è un cuoco e personaggio televisivo francese naturalizzato italiano.

## Biografia
Philippe Léveillé nacque a Nantes in Francia il 27 luglio del 1963; ultimogenito – dopo la sorella Catherine e il fratello Dominique – di Jean Victor César Léveillé e Simone Henriette Angelina De La Touche. Suo padre, ostricoltore, aveva aperto un'azienda a Cancale in Bretagna, mentre in precedenza fu scolpitore di granito; professione che dovette abbandonare allorquando, ventenne, fu travolto da un autotreno in un tragico incidente che lo rese paraplegico.
Philippe iniziò il proprio percorso formativo in ambito gastronomico nel mese di settembre del 1976 quando, a soli tredici anni, entrò alla scuola alberghiera di Saumur, istituto voluto e fondato da Maurice Edmond Sailland soprannominato Curnonsky. Benché Philippe risultasse privo di alcuni requisiti, ossia l'aver compiuto sedici anni e terminato la scuola media, la madre pervenne a ottenere l'autorizzazione per fargli sostenere l'esame d'ammissione.
Una volta sostenuto e superato l'esame d'accesso, Philippe frequentò per quattro anni la scuola affiancandovi il relativo apprendistato che svolse nel ristorante di Nantes dello chef Bery, ch'egli stesso ritenne suo primo vero maestro. All'esame finale per laurearsi cuoco, giunse terzo su circa milleduecento candidati; in tal modo gli si aprirono le porte di un prestigioso ristorante tre stelle Michelin: il "Lucas Carton" di Parigi. Nella capitale francese ebbe quindi l'opportunità di annoverarsi, quale commis, nella brigata di cucina sotto la direzione dello chef Alain Senderens. Negli anni che seguirono poté lavorare a fianco di Georges Blanc, altro stimato chef francese, nel suo ristorante di Vonnas, nel cuore della Bresse.
L'attività fu inframmezzata da un biennio (1981-1982) durante il quale svolse servizio umanitario nazionale per Croce Rossa e Médecins sans frontières in Gibuti, Somalia, Etiopia e Yemen. Al suo ritorno alla vita consuetudinaria, riprese effettuando esperienze lavorative che lo condussero in giro per il mondo: esordendo dal ristorante "Le Clovis" dell'hotel Windsor di Parigi, proseguendo presso il ristorante dell'hotel Hilton all'aeroporto John F. Kennedy di New York, oltre a cinque mesi alla "Vela d'oro" a Macinaggio – marina di Rogliano – nel nord-est della Corsica; passando per i Caraibi – si ricordi, tra gli altri, il ristorante dell'hotel Méridien in Martinica – e ancora Argentina, Venezuela e Brasile, sino al "Vista Palace" di Roccabruna, a pochi chilometri da Monte Carlo.
Nel mese di dicembre del 1987 giunse in Italia, prestò servizio dapprima con il collega Vittorio Fusari sino al 1991, conquistando assieme la prima stella Michelin al ristorante "Le Maschere" di Iseo, successivamente presso il ristorante "Ponte di Briolo" di Valbrembo, dove rimase circa un anno ed infine – il 25 ottobre 1992 – approdò al ristorante "Miramonti" di Caino gestito dalla famiglia Piscini. Mauro Piscini, titolare del "Miramonti", fu colui che lo introdusse alla cucina italiana e giocò un ruolo essenziale nella sua vita e carriera da chef; tant'è che nel 1994 decise di seguire la famiglia Piscini trasferitasi presso la nuova e definitiva sede di Concesio, rinominata "Miramonti l'altro". Nell'inedito contesto, condivise la cucina con la chef "di casa", Maria Muffolini – madre di Mauro e Daniela Piscini – dalla quale apprese i piatti della tradizione italiana e gli tramandò i principi e le tecniche fondamentali. Nel 2003, Philippe si unì in matrimonio con Daniela Piscini, consolidando il suo legame con la famiglia.
Nel 2012, Philippe inaugurò ad Hong Kong il proprio ristorante italiano "L'altro"; dopo soli due mesi dall'apertura ottenne una stella Michelin.
Nel 2017, su iniziativa dell'Italian Trade Agency e dell'Ente Nazionale Risi Philippe fu incaricato in qualità di insegnante di risotto presso l'accademia di cucina di Paul Bocuse a Lione e parimenti presso l'École Ferrandi di Parigi. Nel corso dello stesso anno egli curò, congiuntamente al food blogger Eugenio Farina, la rubrica "Oltre la ricetta" sulla rivista "DentroCasa"; periodico di settore a cadenza mensile.

## Premi e riconoscimenti

### Miramonti l'altro (Concesio)
- 2 stelle Guida Michelin[20][34]
- 3 forchette Guida Gambero Rosso[20][34]
- 3 cappelli Guida de L'Espresso[20][34]
- cappello d'oro Guida de L'Espresso[35][36][37]

### L'altro (Hong Kong)
- 1 stella Guida Michelin[23][34]

## Televisione
- MasterChef Italia, Sky Uno (2014) – Ospite
- The Chef,[38][39] La5 (2014) – Giudice
- The Cooking Show,[40] Rai 3 (2015)
- Pechino Express, Rai 2 (2015) – Concorrente
- Igles & Friends, Gambero Rosso Channel (2017) – Ospite
- Chopped Italia,[41][42] Food Network (2017) – Giudice
- Detto fatto,[43] Rai 2 (2018) – Ospite
- Il ristorante degli chef, Rai 2 (2018) – Giudice
- Ritratto di Chef,[44][45] Gambero Rosso Channel (2019)
- Striscia la notizia,[46] Canale 5 (2020) – Ospite[47]

## Opere
- Philippe Léveillé, La mia vita al burro, Firenze-Milano, Giunti Editore, 2015, ISBN 978-88-09-80973-4.
- Philippe Léveillé, Riccardo Camanini e Iginio Massari, Segni di stelle, 1ª ed., Roccafranca, La Compagnia della Stampa – Massetti Rodella Editori, 2016, ISBN 978-88-8486-715-5.